# Tir
Pour l’article homonyme, voir Tir (homonymie).
Le tir est l'acte ou la procédure consistant à lancer un projectile à l'aide de tous types de fusils ou autres armes à projectiles, telles que les arcs ou les arbalètes. Le tir se caractérise par sa trajectoire (tir en cloche, tir tendu) et sa portée.

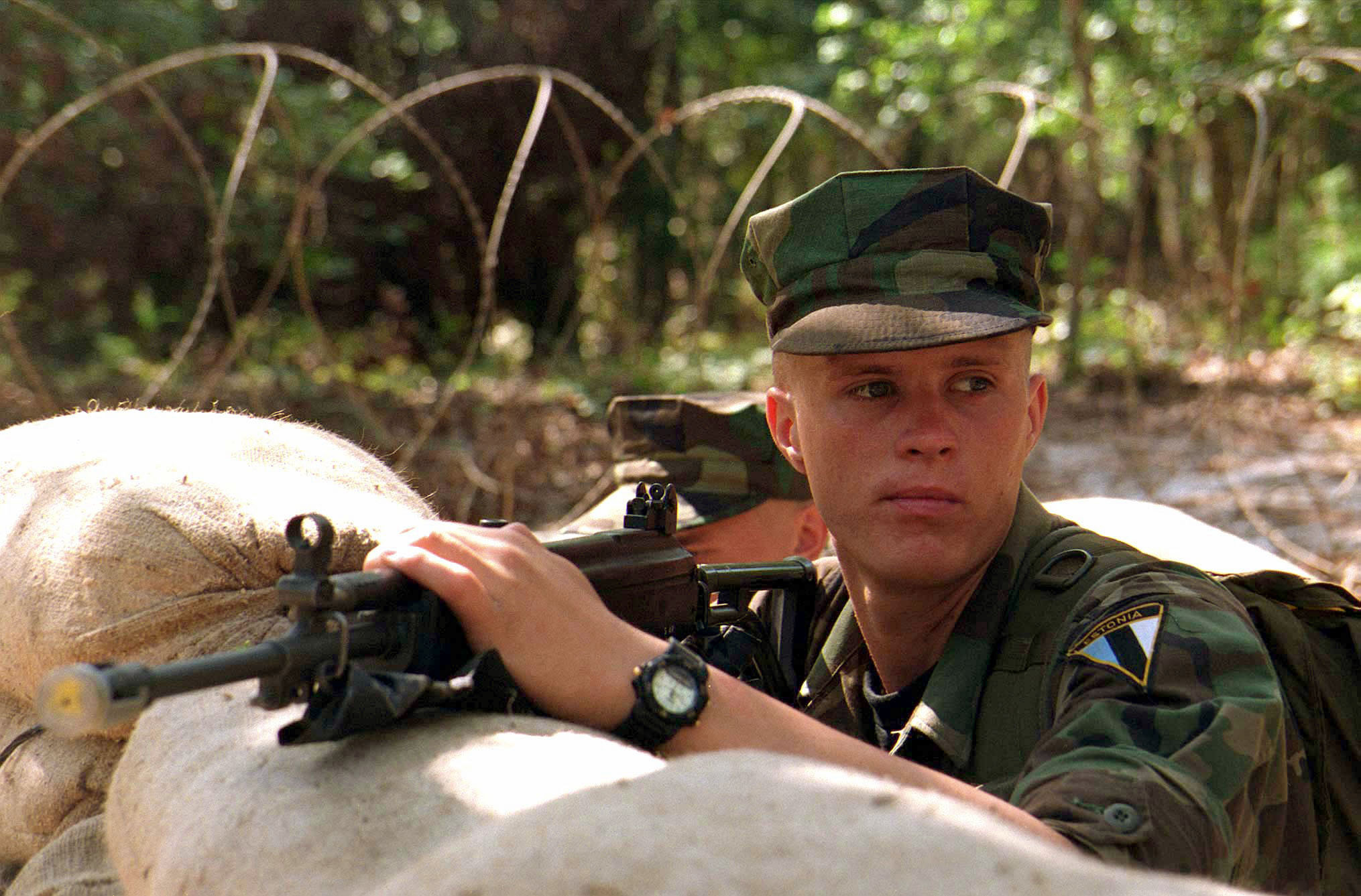
Un soldat estonien dans une situation idéale pour un tir de qualité : un appui stable et bien placé. De plus, les sacs de sable lui apportent une certaine protection contre les projectiles.
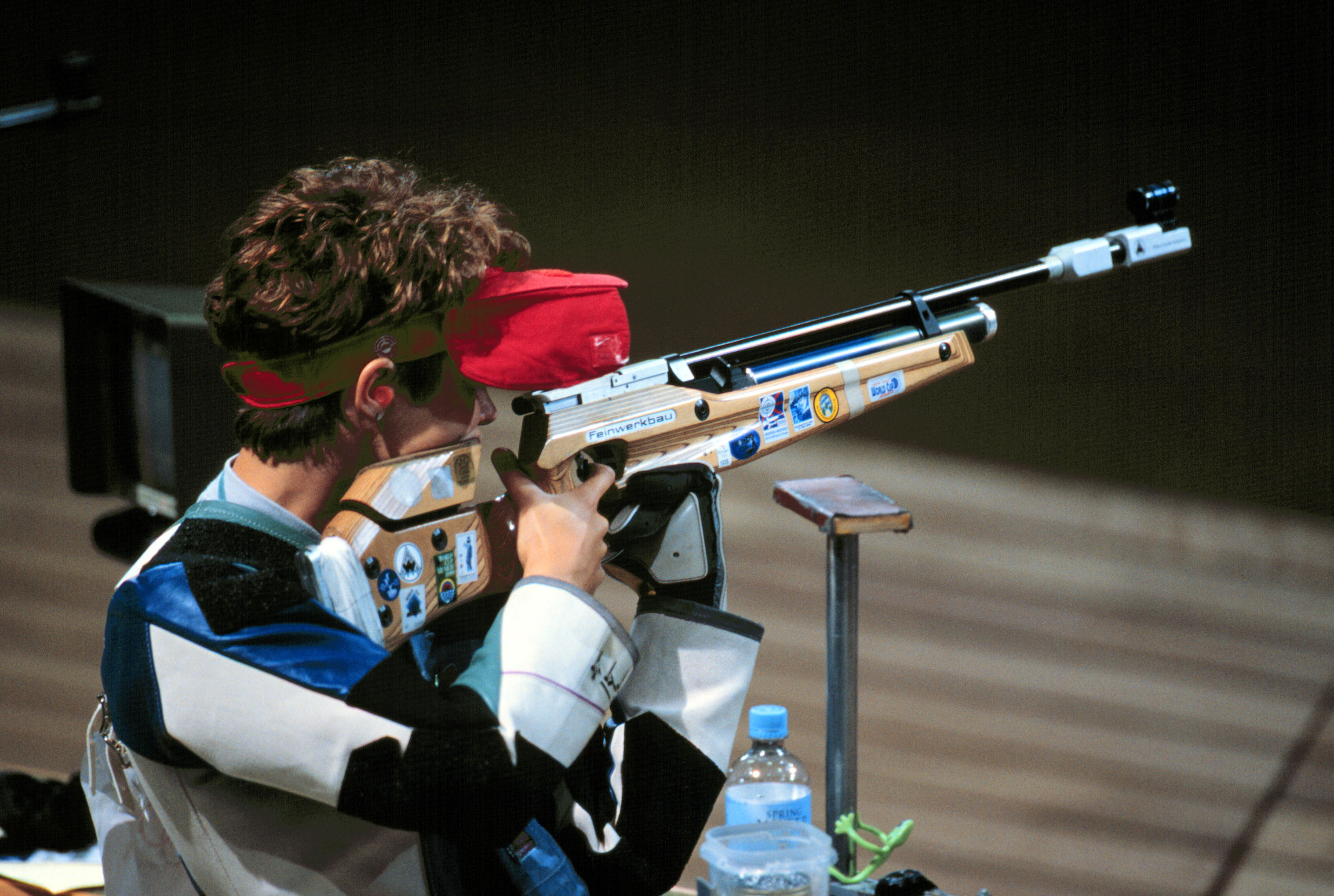
La tireuse sportive à la carabine Nancy Johnson lors des Jeux olympiques de Sydney en 2000.
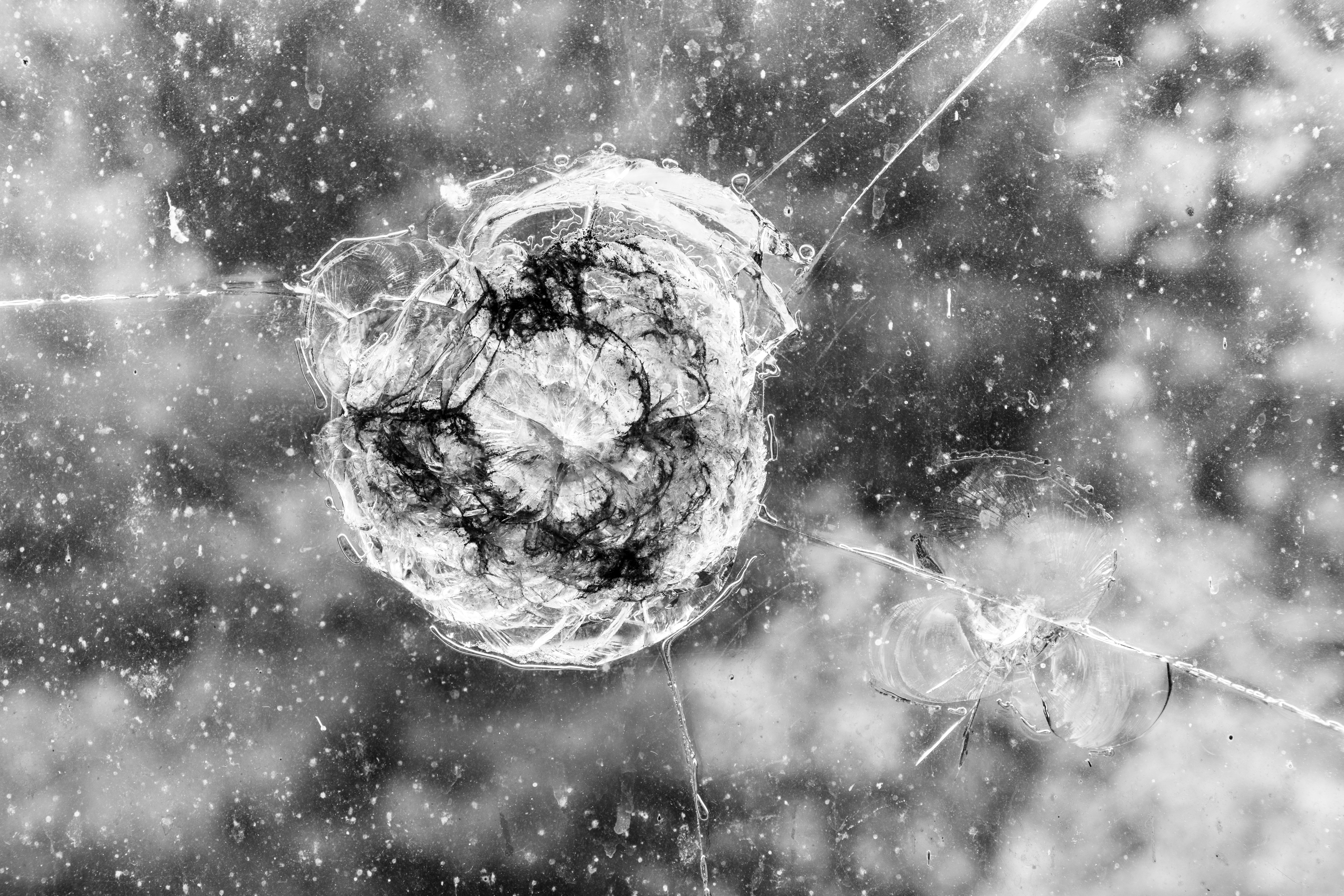
Trace de tir (vandalisme) dans la Sondermunitionslager Dülmen-Visbeck (de), Allemagne. Septembre 2022.

Certains projectiles comme ceux de l'artillerie, les roquettes et les missiles peuvent être classés en tant que tir. Une personne spécialisée dans le tir de précision est nommée tireur d'élite. Les tirs peuvent s'effectuer dans des stands de tir, à la chasse ou même dans des combats.

## Techniques de tir
Les techniques de tir dépendent de l'arme utilisée (arme de poing, fusil, etc.), de la distance, de la nature de la cible, de la précision désirée et du temps dont on dispose. La position du tireur et la respiration jouent un rôle important lors d'un tir à l'arme longue ou à l'arme de poing. Certains sports usant des armes à feu, comme l'IPSC qui reprend les techniques de tir de combat, nécessitent d’excellents réflexes.
Les positions de tir les plus utilisées sont le tir debout (le moins stable), à genoux, assis et couché (le plus stable). Tenir son arme sous le bras (technique appréciée au cinéma car spectaculaire) est très imprécis. La position de Weaver est la position de tir de combat spécifique à l'arme de poing mondialement utilisée, même si elle est tombée en désuétude du fait de l'utilisation accrue de gilets pare-balles.

## Sécurité
Les tireurs, qu'ils soient sportifs, militaires ou récréatifs, doivent en tout temps respecter des règles de sécurité. Ces règles ont été créées par Jeff Cooper (en), un expert en technique de tir mondialement connu. De ce fait, les tirs sportif et récréatif sont des activités où le risque d'accident est plus bas que dans certains sports plus répandus comme le football ou le judo,.
Ces règles sont :
1. Toutes les armes sont toujours chargées.
2. Ne jamais laisser pointer le canon de son arme sur quelque chose qu'on ne veut pas détruire.
3. Garder le doigt hors de la détente jusqu'à ce que les organes de visée soient alignés sur la cible.
4. Être sûr de sa cible. (et conscient de ce qu'il y a derrière.)

## Tir sportif

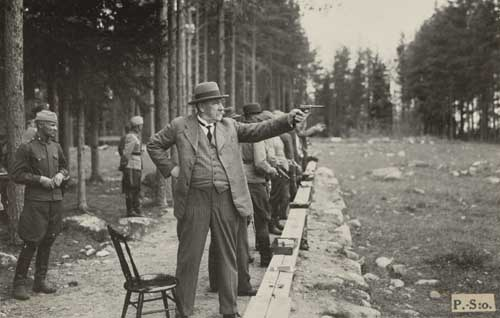
Le président Finlandais Pehr Evind Svinhufvud s'entrainant au tir en compagnie d'autres hommes, 25 Aout 1934.

Le tir sportif concerne les tirs ayant lieu dans le cadre d'une compétition. Le tir est le troisième sport individuel le plus répandu après le golf et le tennis.